# OVO
OVO – trzeci ze ścieżką dźwiękową, a jedenasty w ogóle album Petera Gabriela. Jest to ścieżka dźwiękowa do Millennium Dome Show. Na płycie gościnnie wystąpili między innymi: Neneh Cherry, Roscoe, Richie Havens oraz Elizabeth Fraser. Album został wydany w dwóch wersjach: zwykłej, międzynarodowej oraz limitowanej, wydanej tylko w Wielkiej Brytanii. Wersja limitowana zawierała książeczkę z komiksem oraz bonusowy utwór „The Tree That Went Up” zamiast „The Story of OVO”.
Gabriel wykonał utwory „Father, Son”, „The Tower That Ate People”, „White Ashes” oraz „Downside Up” podczas tras Growing Up i Still Growing Up. Melanie Gabriel zaśpiewała w utworze „Downside Up”. Wszystkie te utwory można zobaczyć na DVD Growing Up Live i Still Growing Up: Live & Unwrapped. „Downside-Up” i „The Nest That Sailed The Sky” zostały wykonane podczas trasy New Blood Tour w 2010 r., pierwszy w duecie z Melanie Gabriel, a drugi w wersji instrumentalnej.

## Lista utworów

### Edycja limitowana
1. „Low Light” – 6:37
2. „The Time of the Turning” – 5:07
3. „The Man Who Loved the Earth/The Hand That Sold Shadows” – 4:15
4. „The Time of the Turning (Reprise)/The Weavers Reel” – 5:37
5. „Father, Son” – 4:55
6. „The Tower That Ate People” – 4:49
7. „Revenge” – 1:31
8. „White Ashes” – 2:34
9. „Downside-Up” – 6:04
10. „The Nest That Sailed the Sky” – 5:05
11. „The Tree That Went Up” – 2:14
12. „Make Tomorrow” – 11:01

### Edycja międzynarodowa
1. „The Story of OVO” – 5:21
2. „Low Light” – 6:37
3. „The Time of the Turning” – 5:06
4. „The Man Who Loved the Earth/The Hand That Sold Shadows” – 4:15
5. „The Time of the Turning (Reprise)/The Weavers Reel” – 5:37
6. „Father, Son” – 4:55
7. „The Tower That Ate People” – 4:49
8. „Revenge” – 1:31
9. „White Ashes” – 2:34
10. „Downside-Up” – 6:04
11. „The Nest That Sailed the Sky” – 5:05
12. „Make Tomorrow” – 10:01

## Muzycy
- Peter Gabriel
- Brian Transeau
- Paul Buchanan
- Richard Evans
- Manu Katché
- Tony Levin
- Hossam Ramzy
- David Rhodes
- Shankar
- Assane Thiam
- Jim Barr
- Jim Couza
- Sussan Deyhim
- Markus Dravs
- Nigel Eaton
- Simon Emmerson
- Kudsi Erguner
- Elizabeth Fraser
- Steve Gadd
- Stuart Gordon
- Will Gregory
- Alison Goldfrapp
- Johnny Kalsi
- Ged Lynch
- James McNally
- Jocelyn Pook
- Jacquie Turner
- Richard Chappell
- Alan Coleman
- Edel Griffith
- Adzido Pan African Dance Ensemble
- Electra Strings